# Come Taste the Band
Come Taste the Band е албум на британската хардрок група Deep Purple. Той е копродуциран от дългогодишния сътрудник на групата Мартин Бирч. Албумът излиза през октомври 1975 г. и е единственият студиен запис на групата с китариста Томи Болин, който заменя Ричи Блекмор. Когато Блекмор напуска групата, според много критици, музикантите ще се разделят. Тогава Дейвид Ковърдейл моли Джон Лорд да не се разделят и Томи Болин е поканен за китарист.
В музикално отношение Come Taste the Band е много по-комерсиален в сравнение с предишните работи на групата. Усеща се силното влияние на Глен Хюз по това време, който се сработва много добре със също толкова комерсиално мислещия Болин. В крайна сметка албумът е смятан за един от най-слабите на Deep Purple, въпреки че се продава доста добре (#19 във Великобритания и #43 в САЩ).
След турнетата за този албум групата се разделя за осем години. През 1976 г. Томи Болин умира от свръхдоза хероин.

## Състав
- Дейвид Ковърдейл – вокали
- Томи Болин – китара, вокали
- Глен Хюз – бас, вокали
- Джон Лорд – клавишни
- Иън Пейс – барабани